# Jan van Krieken van Huessen

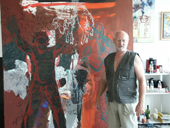
Jan van Krieken van Huessen, december 2007

Jan van Krieken van Huessen (Deventer, 17 augustus 1942) is een Nederlands vrij beeldend kunstenaar die woont en werkt in Huissen (gemeente Lingewaard), onder de rook van Arnhem. Tijd, alchemie en zen zijn belangrijke thema’s die samenkomen in de keuze voor een zwerfkei in de vijver van zijn achtertuin als inspiratiebron voor zijn werk.

## Opleiding
Van 1959 tot 1964 volgde Van Krieken de opleiding Vrij Schilderen, Tekenen en Grafiek aan de Academie voor Beeldende Kunsten in Arnhemwaar hij les kreeg van onder andere de expressionist en materieschilder Fred Sieger en Zero-kunstenaar Henk Peeters. Daarna ontwikkelde hij zich als vrij beeldend kunstenaar.

## Werk

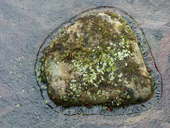
Zwerfkei in de achtertuin

Van Krieken was van 1979 tot 2001 docent aan de Academie voor Beeldende Kunst en Vormgeving in Arnhem, waar hij les gaf aan o.a. Krin Rinsema, Bernadien Wels, Djana Mileta, Tim Hinterding en Marion Bauhuis. Als freelance journalist schreef Van Krieken voor de kunstredactie van de Arnhemse Courant (1970-2000) en hij was als Creatief Therapeut ruim dertig jaar betrokken bij de afdeling Psychiatrie van het Universitair Medisch Centrum St. Radboud in Nijmegen.

## Overige activiteiten
Van Krieken is lid van de GBK (Gemeenschap Beeldende Kunstenaars) en zijn werk is vertegenwoordigd in diverse kunstuitlenen, gemeentelijke, provinciale en particuliere collecties. Sinds 2006 is Van Krieken lid van de Kunstadviescommissie van de gemeente Lingewaard (Gelderland).

## Van Krieken van Huessen
Vanwege het bestaan van de kunstenaar Jan van Krieken uit Tilburg – geen familie – signeert Van Krieken sinds 4 november 2001  (n.a.v. de gezamenlijke expositie “What’s In A Name?”) zijn werk met Jan van Krieken van Huessen.